# 사행진
사행진(斜行陣)이란 고대에 사용된 전술진의 일종이다. 그리스 보병 밀집진/phalanx을 가장 효과적으로 운용한 나라는 전통의 육군국 스파르타라고 볼 수 있다. 전 시민이 군무에 종사하는 극단적인 군국주의 국가로, 그들의 잘 훈련된 밀집진은 페르시아 제국과 아테네와의 전투에서 강력한 위력을 보였다. 밀집진과 밀집진이 부딪힐 때 나타나는 현상으로, 개개인의 왼쪽은 잘 보호되어 있으나 장창을 든 오른쪽의 방어는 오른쪽 전우의 방패에 의지하게 되므로 서로 마주본 상태에서 우익이 좌익보다 처지는 양상을 보인다. 따라서 전투는 어느쪽 좌익이 상대방의 우익을 먼저 따라잡아 격파하느냐에 따라 결정되었다. (따라서 우익은 명예로운 자리였다.)
기원전 371년, 레우크트라 전투에서 테베군은 고의적인 사선 진형을 형성하였다. 하나의 대형 밀집진을 형성하는 대신, 몇 개로 나뉜 밀집진을 형성하고 고의적으로 강력한 좌익을 편성한 상태에서 스파르타의 밀집진과 부딪혔다. 결과적으로 유기적인 소집단의 움직임을 보인 테베군이 스파르타군을 포위하여 전쟁에서 승리하게 된다.
이 전투는 수천명 이상의 전투에서 잘 지휘되는 유기적 소집단의 운용으로 강력하고도 단일한 적 병력의 움직임을 오히려 단점으로 만들어보일 수 있음을 보인 좋은 실례라고 할 수 있다. 또한 고전적인 포위섬멸전의 한 실례로써, 지연전을 벌이는 주전선을 우회하는 강력한 조공(助功)으로 적의 주공(主功)을 격파할 수 있음을 보인 예 중의 하나라고도 할 수 있겠다.